# Symfonie nr. 4 (Segerstam)
Leif Segerstam voltooide zijn Symfonie nr. 4 in 1981. Dirigent Segerstam is bekend over de gehele wereld over zijn interpretaties van het klassieke en moderne repertoire, van zijn componeerwerk is veel minder bekend.

## Introductie
De muziek van Segerstam is niet te vergelijken met muziek van andere componisten. Het enige dat er over geschreven kan worden is dat het vrijwel altijd zonder ritme is, maar dat het werk een constante aandrijving heeft, die naar het eind voert. Er is geen bijvoorbeeld geen maatindeling te onderscheiden, ook een melodielijn ontbreekt. Een centraal thema ontbreekt. De muziek wordt in gang gezet en houdt op een gegeven moment op. Het is dan ook niet verbazingwekkend dat ook zijn symfonieën geen echte symfonieën zijn, anders dan in de betekenis van samenspelen.
Van zijn symfonie nr. 4 is weinig bekend, er is geen opname van (2009). De opdracht voor dit werk werd gegeven door het Melbourne Symphony Orchestra (toen ABC Symphony Orchestra geheten), het bestaat officieel uit een drietal delen. De uitvoeringen op 28, 30 en 31 augustus 1982 zullen waarschijnlijk de enige uitvoeringen zijn, doch toen stond alleen Orchestral Diary Sheet nr. 26 op de lessenaars in de Hamer Hall (nu Melbourne Concert Hall) te Melbourne, Australië. De dirigent was Segerstam zelf, want andere dirigenten verdwalen waarschijnlijk in de grote partituren met vrije notatie (zonder notenbalk), die Segerstam schrijft. Dat slechts één deel is uitgevoerd is voor de symfonieën van Segerstam niet vreemd; de delen kunnen en mogen los uitgevoerd worden.

## Delen
Bij voorkeur twee of drie delen te kiezen uit en in willekeurige volgorde te spelen:
1. Orchestral Diary Sheet nr. 24
2. Orchestral Diary Sheet nr. 25
3. Orchestral Diary Sheet nr. 26

## Orkestratie
De orkestratie is wel bekend, aangezien in Finland, het land van herkomst van Segerstam, men al jaren de werken van de Finse componisten bijhoudt (FIMIC; Finnish Music Information Centre):
- 2 dwarsfluiten, 2 hobo’s, 2 klarinetten, 2 fagotten;
- 4 hoorns, 3 trompetten, 3 trombones, 1 tuba;
- 1 stel pauken, 4 man /vrouw percussie, harp, piano
- violen, altviolen, celli en contrabassen

## Bijzonderheden
Deze symfonie stamt uit 1982 toen Segerstam net was begonnen aan zijn enorme reeks symfonieën. Op 19 december 2009 ging zijn 201e symfonie in première in Finland, ook dit keer onder leiding van de dirigent, het Tapiola Sinfonietta was het orkest van dienst op een concert in Espoo. Segerstam komt nog regelmatig in Melbourne om te dirigeren.

## Bron
- Gevraagde info bij het MSO
- FIMIC